# Stian Aarstad
Stian Aarstad (...) è un tastierista norvegese, noto per aver collaborato con il gruppo symphonic black metal Dimmu Borgir, del quale è stato membro fondatore fino al 1995.
Dal vivo con questa band, era riconoscibile per il suo travestimento da Jack lo Squartatore. Stian è un grandissimo appassionato di musica classica e la preferisce all'heavy metal. Nei Dimmu Borgir metteva in luce il suo stile musicale oscuro e macabro ma, allo stesso tempo, con una vena melodica e malinconica, preferendolo al virtuosismo.
Stian ha preso spunto per la melodia di Sorgens Kammer (Stormblåst), da un vecchio videogioco dell'Amiga chiamato "Agony". Nel 1997 viene licenziato dal gruppo perché ubriaco nei pochi momenti in cui i Dimmu Borgir facevano le prove. Successivamente, si unisce ad un complesso chiamato Enthral ma anche questa esperienza si è conclusa.
Attualmente, Stian lavora come ingegnere del suono.